# United Wa State Party

Fahne der United Wa State Party

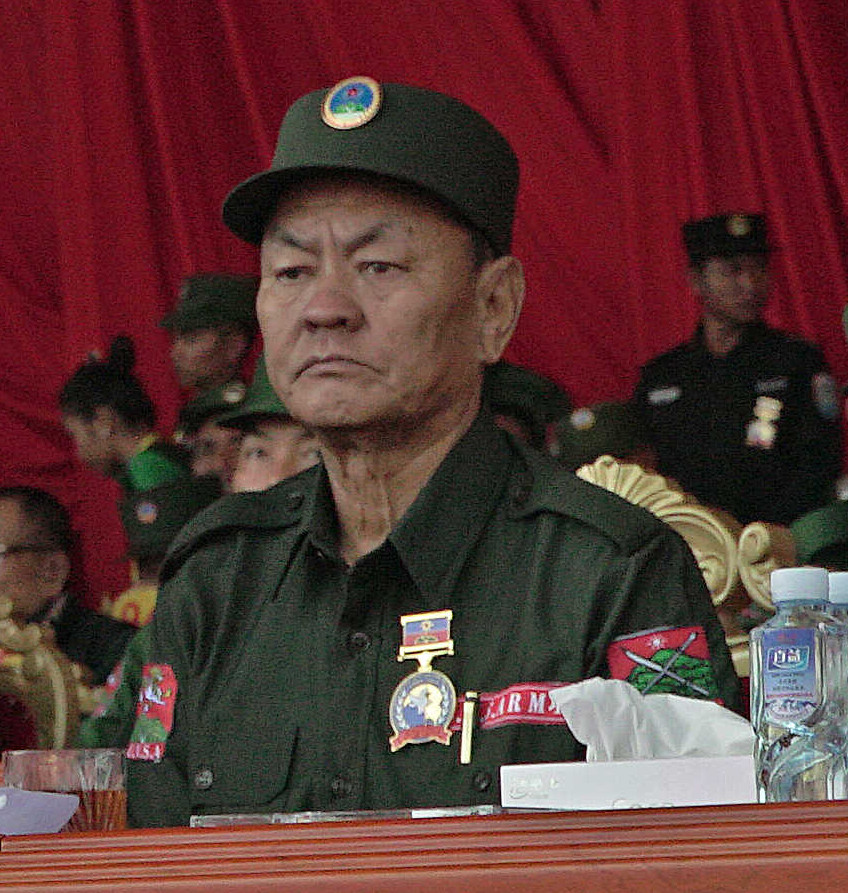
Bao Youxiang

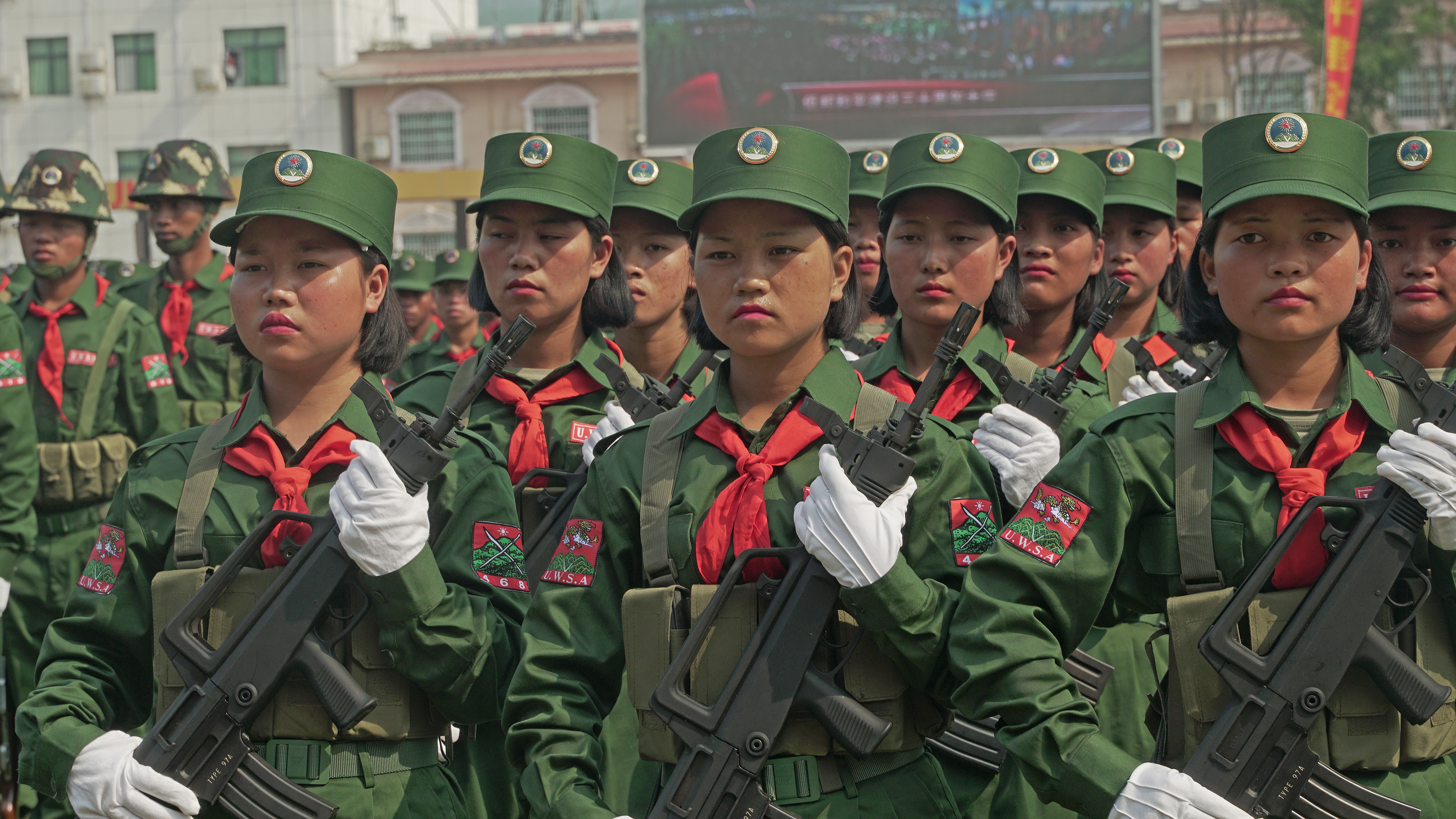
Weibliche Kämpfer der UWSA, dem militärischen Arm der UWSP

Die United Wa State Party (佤邦联合党, UWSP) ist eine politische Partei in Myanmar. Sie ist der politische Arm der United Wa State Army (UWSA) und wurde am 3. November 1989 von Zhao Nyi-Lai gegründet. Langjähriger Vorsitzender ist Bao Youxiang. Die UWSP regiert den Wa-Staat, einem quasi unabhängigen Staat in Myanmar. Sie unterhält enge Beziehungen zur Kommunistischen Partei Chinas und steht ihr auch politisch sehr nahe. Vielen Beobachtern gilt sie als Statthalter Chinas im Land. Die UWSP gilt als die einflussreichste Partei ethnischer Minderheiten im Staat Myanmar. Sitz der UWSP ist Pangkham, an der Grenze zu China.

## Führung
Die UWSP entstand nach einer internen Revolte innerhalb der Kommunistischen Partei Burmas CPB. Ehemalige Mitglieder und Kämpfer der CPB gründeten nach der Rebellion die Burma National United Party, die im November 1989 mit einigen kleinen, nicht kommunistischen Wa Parteien wie dem Wa National Council zur UWSP fusionierten. Nach einem Schlaganfall von Zhao Nyi-Lai 1995 übernahm Bao Youxiang die Parteiführung. Bao Youxiang war seit 1989 Oberbefehlshaber der UWSA gewesen. 2005 übergab Bao Youxiang die meisten Parteigeschäfte an seinen älteren Bruder Bao Youyi, ohne jedoch formell den Vorsitz abzugeben. Auch verblieb er trotz angeschlagener Gesundheit Oberbefehlshaber der UWSA. 2022 gab Bao Youyi seinen Posten als stellvertretender Parteivorsitzender an seinen Neffen Bao Ai Kham ab. Bao Ai Kham ist ein Sohn von Bao Youxiang. Zu einem Stellvertreter des Oberkommandierenden der UWSA wurde Bao Ai Chan, einem Sohn von Bao Youyi, ernannt.

## Teilnahme an Wahlen
Die UWSP nahm an dem Nationalwahlen 2010 und 2015 nicht teil, weil die Nationale Wahlkommission freie und faire Wahlen in der von der UWSP kontrollierten Bezirken Pangsang, Mongmao, Pangwaun, and Namphan für nicht möglich hielt. 2020 kam es zu Gesprächen zwischen der Wahlkommission und der Verwaltung des Wa-Staates. Die UWSP wollte sich Wahlen stellen. Die Wahlkommission entschied aber, wieder keine Wahlen in Gebieten unter der Kontrolle der UWSP durchzuführen. Die Entscheidung beruhte auf der Tatsache, dass der Wa-Staat keine weiteren Parteien in seinem Gebiet zulassen wollte. In den nach der Verfassung von 2008 zum Wa-Staat gehörigen Bezirken Hopang und Matman, welche aber unter der Kontrolle der Zentralregierung standen, wurden Wahlen abgehalten. Die UWSP kandidierte aber nicht in diesen Bezirken, jedoch Kandidaten der Wa National Unity Party der Wa Democratic Party, und der Wa Liberal Democratic Development Party. In dem von der UWSA kontrollierten Grenzgebiet zu Thailand fanden Wahlen statt. 2020 gewann die Wa National Party die Wahl, ein Zusammenschluss der oben erwähnten Parteien. Die UWSP stellte keinen Kandidaten im Militärbezirk 171 der UWSA. Hopang wird seit 2024 von der UWSP verwaltet, nur Matman untersteht weiterhin der Zentralregierung.